# 格雷格·塞门扎
格雷格·莱昂纳德·塞门扎（英語：Gregg Leonard Semenza，1956年7月1日—），美国医学家，知名于对生命系统如何利用、调节氧气的研究。他的团队发现HIF-1（缺氧诱导因子-1）所调控的基因能够作用于线粒体呼吸。它能够指导细胞对缺氧状况的特殊反应和心血管系统的变化。在一些癌症疾病中，能观察到HIF的过度表达。

## 生平
塞门扎生于纽约市皇后区的一个知识分子家庭，在威斯特徹斯特郡长大。1974年从斯里皮高中毕业后，进入哈佛大学学习遗传学。之后到宾夕法尼亚大学进行研究生学习，在宾夕法尼亚儿童医院做了博士研究。1986年赴约翰·霍普金斯大学做博士后研究，后成为该校教授。

## 奖项和荣誉
2008年成为美国国家科学院院士。2010年获盖尔德纳国际奖，2016年获拉斯克基础医学研究奖。2019年获得诺贝尔生理学或医学奖。